# Titta Arista
Giovanbattista Arista, detto Titta (Messina, 21 maggio 1913 – Roma, 28 ottobre 1990), è stato un conduttore radiofonico e giornalista italiano, una delle voci più celebri dell'EIAR.

## Biografia

Titta Arista nell'agosto 1970 a Vallerano

Giovanbattista Arista nacque nel 1913 a Messina, da Giuseppina e Agostino Arista. Dopo gli studi a Palermo, alla fine del 1938 venne a sapere di un concorso per annunciatori e radiocronisti, e decise di parteciparvi per onorare una scommessa con gli amici che lo canzonavano per le sue origini di "oriundo siciliano"; fra le caratteristiche richieste per il concorso vi era quella, all'epoca non comune, di una pronuncia senza alcuna inflessione dialettale. Al concorso parteciparono circa 4000 concorrenti, ma solo 36 di essi furono ammessi al successivo corso formativo di tre mesi. Fra questi vi erano anche Mario Ferretti, Pia Moretti e Riccardo Mantoni. Dopo il corso presso il Centro Sperimentale Radiofonico con Franco Cremascoli, entrò all'EIAR il 5 giugno 1939, iniziando il proprio lavoro ai microfoni sotto la direzione di Pio Casali. Qui ebbe per colleghi, tra gli altri, Guido Notari, Francesco Sormano, Vittorio Veltroni, Fulvio Palmieri, Franco Cremascoli e Vittorio Cramer.
Per circa due anni lesse ogni giorno al giornale radio di stato il bollettino di guerra delle ore 13, che giungeva qualche istante prima della trasmissione e veniva letto all'impronto (ovvero al momento). Il pomeriggio del 25 luglio 1943, mentre Benito Mussolini veniva arrestato a Villa Savoia, la sede di via Asiago dell'EIAR fu occupata militarmente, presidiando le trasmissioni, ma senza intervenire. Ignaro dei fatti, ma cosciente che stesse avvenendo qualcosa di inconsueto e importante, ad Arista fu consegnato dal direttore generale Raoul Chiodelli un foglietto piegato con il testo da leggere, fu quindi scortato dai militari all'auditorio dove, alle ore 22:47 (le 22:53, secondo Sergio Lepri), lesse ai microfoni il comunicato ufficiale con il quale veniva annunciato che il re Vittorio Emanuele III aveva «accettato» le dimissioni di Benito Mussolini e nominato capo del Governo il maresciallo d'Italia Pietro Badoglio. Anche questo comunicato fu letto all'impronto, direttamente ai microfoni senza visionarlo precedentemente.
Un mese e mezzo dopo, poco prima delle 19:00 dell'8 settembre 1943, il nuovo capo del governo maresciallo Pietro Badoglio si recò presso la sede dell'EIAR con il figlio Mario e alcuni agenti in borghese. Il direttore Chiodelli suggerì di aspettare l'ora del giornale radio per avere un numero più ampio di ascoltatori, ma dopo aver atteso mezz'ora Badoglio decise di entrare nell'auditorio con Arista. Fu presentato agli ascoltatori e alle 19:42 annunciò l'avvenuto armistizio con gli anglo-americani. L'annuncio fu registrato e ripetuto quindi a oltranza ogni mezz’ora.
Fra il periodo della guerra e del dopoguerra Arista divenne molto celebre a livello nazionale, tanto da competere in notorietà con le personalità del cinema. Vinse anche il Microfono d'argento, conferito dell'Associazione Stampa Romana. Per dodici anni fu annunciatore, poi giornalista, e infine andò in pensione al termine degli anni 1970 dopo 39 anni in Rai, col ruolo di caporedattore dirigente. Fra i suoi allievi vi fu il giornalista e presentatore Corrado Mantoni. Appassionato baritono, ebbe una figlia, Giuseppina, mezzosoprano presso l'Accademia Nazionale di Santa Cecilia e un nipote, Federico Romano, violoncellista.
Morì a Roma nel 1990.